# Правило, Василий Григорьевич
Васи́лий Григо́рьевич Прави́ло (род. 14 декабря 1959, Кировоградская область) — советский и российский футболист, нападающий, полузащитник, футбольный судья.

## Биография
Выступал за клубы: «Дружба» Майкоп, «Кубань» Краснодар, «Кубань» Баранниковский.
Судейскую карьеру начал в 1992 году. Матчи высшего дивизиона судил с 1999 по 2007 год. Судья национальной категории. В 2002 году ассистировал известному российскому судье Юрию Чеботарёву в финале Кубка России по футболу на матче ЦСКА — «Зенит». Ныне является директором «Школы молодого арбитра» в Краснодаре, по совместительству — директор по проведению соревнований Краснодарской краевой федерации футбола, председатель судейского комитета Краснодарской краевой и городской федераций футбола.